# Trampled Under Foot
Trampled Under Foot (с англ. — «Растоптанный ногами») — сингл английской рок-группы Led Zeppelin из альбома Physical Graffiti.

## Запись

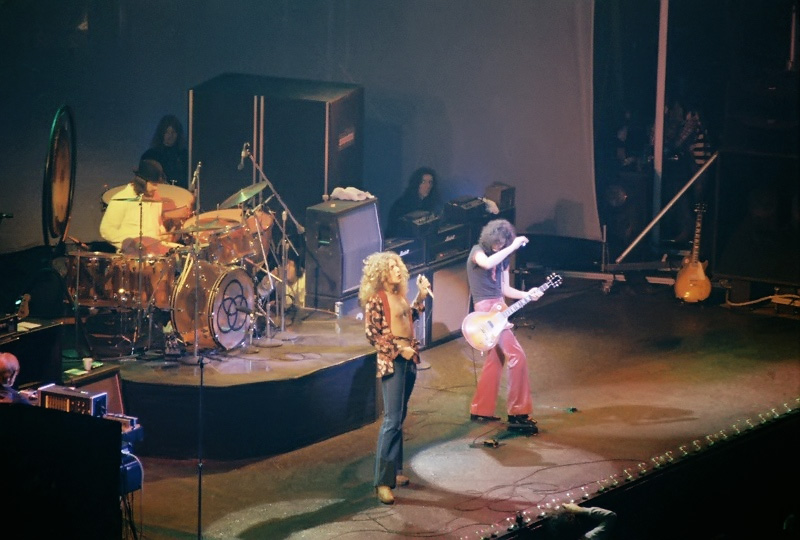
Led Zeppelin исполняют «Trampled Under Foot» в Чикаго, январь 1975.

На текст песни группу вдохновила блюзовая композиция Роберта Джонсона «Terraplane Blues» (1936). Led Zeppelin частично позаимствовали у Джонсона идею песни («Terraplane» — марка машин; Джонсон же использовал автомобильные термины для описания занятий любовью).
Группа долго репетировала песню, пока не добилась желаемого темпа и звучания. Джон Пол Джонс взял идею для ритма композиции из песни Стиви Уандера «Superstition». Джимми Пейдж вставил в мелодию «Trampled Under Foot» эхо и эффект «вау-вау».
Рифф песни исполняется на клавинете, электромеханическом клавишном инструменте, имеющем характерное резкое звучание стаккато, сходное с тембром бас-гитары.
Песня стала неотъемлемой частью концертов группы: она исполнялась на каждом с 1975 до 1980 года. На BBC сделали её клип для показа в программе The Old Grey Whistle Test.
В 1975 году «Trampled Under Foot» была несколько раз выпущена как сингл, и в наши дни эти её издания имеют высокую ценность для коллекционеров. После этой песни Led Zeppelin не выпускали синглов в Великобритании до 1997 года, когда через 28 лет после написания была выпущена «Whole Lotta Love».

## Участники записи
- Роберт Плант — вокал
- Джимми Пейдж — гитара
- Джон Пол Джонс — бас-гитара, клавинет
- Джон Бонэм — ударные

## Рейтинг
| Издание        | Государство    | Список            | Год  | Место |
| -------------- | -------------- | ----------------- | ---- | ----- |
| Melody Maker   | Великобритания | Лучшие песни года | 1975 | 2     |
| Radio Caroline | Великобритания | Лучшие 500 песен  | 1999 | 398   |

| Чарт (1975)                       | Рейтинг |
| --------------------------------- | ------- |
| US Cash Box Top 100 Singles Chart | 28      |
| US Record World 100 Top Pop Chart | 39      |
| Canadian RPM Top 100 Chart        | 41      |

## Кавер-версии
- 1997 — The Honeymoon Killers (Sing Sing (1984—1994) [recorded 1984])
- 1999 — Eric Gales (Whole Lotta Blues: Songs of Led Zeppelin)
- 2005 — Tracy G (Hip Hop Tribute to Led Zeppelin)
- 2007 — Vanilla Fudge (Out Through the in Door)